# Osmã I
Osmã I, Osmão I Otomão I (em árabe: عُثمَان; romaniz.: `Uthman), Otomano I (em latim: Ottomanus I), Atumão (em grego medieval: Ατουμάν; romaniz.: Atoumán) ou Atmão (Ατμάν, Atman), também chamado Osmã Gazi, Osmã Cã e Osmã Bei (em turco otomano: عثمان غازى; em turco: Birinci Osman ou Osman Gazi), foi líder dos turcos otomanos e fundador da dinastia otomana. Deu seu nome ao nascente Beilhique Otomano (futuro Império Otomano). O Estado, enquanto apenas um pequeno principado no tempo de Osmã, transformou-se num grande império nos séculos após sua morte.
Devido a escassez de fontes históricas contemporâneas, muito pouca informação factual é sabida sobre ele. Não há qualquer fonte escrita sobrevivente de seu reinado. Os otomanos não registraram a história de sua vida até o século XV, mais de 100 anos após sua morte. Devido a isso, é um desafio aos historiadores diferenciar entre fato e mito nas várias histórias contadas sobre ele a ponto de um historiador dizer ser impossível.
Segundo a tradição otomana posterior, seus ancestrais eram descendentes da tribo dos cais dos turcos oguzes. O Principado Otomano era apenas um dos muitos beilhiques da Anatólia que emergiram na segunda metade do século XIII. Situado na região da Bitínia, o principado de Osmã estava particularmente bem situado para lançar ataques no vulnerável Império Bizantino, o qual seus descendentes conquistaram.

## Nome
Alguns estudiosos argumentam que o nome original de Osmã era turco, talvez Atomão (Atman) ou Atamã (Ataman), e foi depois mudado para Osmã (ʿOsmān), de origem árabe. Fontes bizantinas mais antigas, incluindo seu contemporâneo Jorge Paquimeres, chamam-o Atumão (em grego medieval: Ατουμάν; romaniz.: Atoumán) ou Atmão (Ατμάν, Atman), cujas fontes gregas regularmente transpõem a forma árabe Otomão (ʿUthmān) e a versão turca Osmã com θ, τθ, ou τσ. Uma fonte árabe precoce mencionando-o escreve ط em vez de ث numa sentença. Ele pode ter assim adotado o nome muçulmano mais prestigioso mais tarde em sua vida.

## Origem do Império Otomano

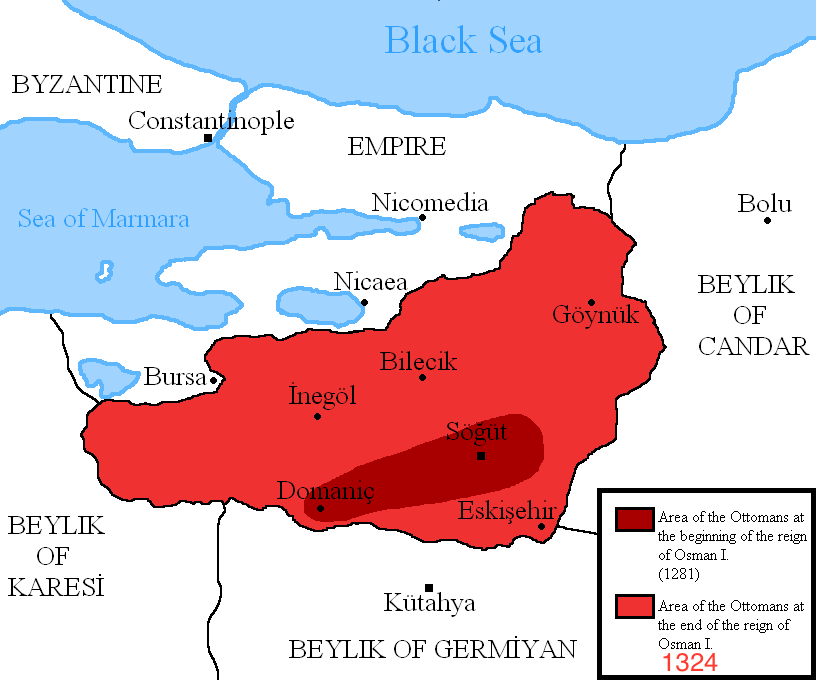
Área do Beihique otomano durante o reinado de Osmã I.

A data exata do nascimento de Osmã é desconhecida, e muito pouco se sabe sobre sua infância e suas origens devido à escassez de fontes e aos muitos mitos e lendas que vieram a ser contados pelos otomanos nos séculos posteriores. Ele provavelmente nasceu em meados do século XIII, possivelmente em 1254/5, data dada por Kemalpaşazade, historiador otomano do século XVI. Segundo a tradição otomana, o pai de Osmã, Ertogrul, liderou a tribo Kayic turca do oeste da Ásia Central para a Anatólia, fugindo do ataque mongol. Ele então prometeu lealdade ao sultão dos seljúcidas da Anatólia, que lhe concedeu domínio sobre a cidade de Söğüt, na fronteira bizantina. Essa conexão entre Ertogrul e os Seljúcidas, no entanto, foi amplamente inventada pelos cronistas da corte um século depois, e as verdadeiras origens dos otomanos permanecem obscuras.
Osmã tornou-se chefe, ou bei, com a morte de seu pai em c.1280. Nada se sabe ao certo sobre as atividades iniciais de Osmã, exceto que ele controlava a região em torno da cidade de Söğüt e de lá lançou ataques contra o Império Bizantino. O primeiro evento datável da vida de Osmã é a Batalha de Bafeu, em 1301 ou 1302, na qual ele derrotou uma força bizantina enviada para combatê-lo.
Osmã parece ter seguido a estratégia de aumentar seus territórios às custas dos bizantinos, evitando conflitos com seus vizinhos turcos mais poderosos. Seus primeiros avanços foram através das passagens que levam das áreas áridas do norte da Frígia, perto da moderna Esquixequir, até as planícies mais férteis da Bitínia; de acordo com Stanford Shaw, essas conquistas foram alcançadas contra os nobres bizantinos locais ", alguns dos quais foram derrotados em batalha, outros sendo absorvidos pacificamente por contratos de compra, contratos de casamento e afins".
Essas primeiras vitórias e façanhas são assuntos favoritos dos escritores otomanos, especialmente nas histórias de amor de sua corte, envolvendo a primeira esposa de Osmã, Mal Catum. Essas lendas foram romantizadas pelas canetas poéticas que as gravaram nos anos posteriores. Os escritores otomanos atribuíram grande importância a essa concepção lendária e onírica do fundador de seu império.

## O sonho de Osmã
Osmã, teve um relacionamento próximo com um líder religioso local dos dervixes chamado Sheikh Edebali, cuja filha ele se casou. Uma história surgiu entre os escritores otomanos posteriores para explicar a relação entre os dois homens, na qual Osman sonhou enquanto estava na casa do xeque.  A história aparece na crônica de Aşıkpaşazade do final do século XV, da seguinte forma:
Ele viu que uma lua surgiu do seio do santo e veio afundar em seu próprio seio. Uma árvore brotou de seu umbigo e sua sombra cercou o mundo. Sob essa sombra havia montanhas, e córregos corriam do pé de cada montanha. Algumas pessoas bebiam dessas águas correntes, outras regavam jardins, enquanto outras causavam o fluxo de fontes. Quando Osmã acordou, contou a história ao homem santo, que disse: 'Osmã, meu filho, parabéns, porque Deus deu o cargo imperial a você e seus descendentes e minha filha Malhun será sua esposa.'
O sonho tornou-se um importante mito fundamental para o império, imbuindo a Casa de Osmã com autoridade dada por Deus sobre a terra e fornecendo ao seu público do século XV uma explicação para o sucesso otomano. A história dos sonhos também pode ter servido como uma forma compacta: assim como Deus prometeu soberania a Osmã e seus descendentes, também estava implícito que era dever do monarca proporcionar prosperidade a seus súditos.

## Vitórias Militares

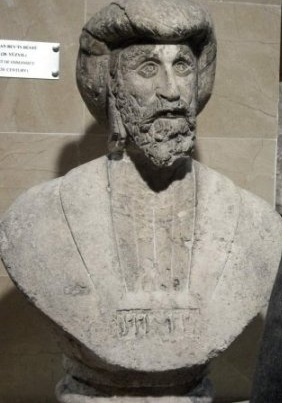
Busto de Osmã I feito no século XVIII

Segundo Shaw, as primeiras conquistas reais de Osmã seguiram com o colapso da autoridade seljúcida quando ele foi capaz de ocupar as fortalezas de Esquixequir e Culujaquissar. Então ele capturou a primeira cidade significativa em seus territórios, Yenişehir, que se tornou a capital otomana.
Em 1302, depois de derrotar uma força bizantina perto de Niceia, Osmã começou a estabelecer suas forças mais perto das áreas controladas pelos bizantinos.
Alarmados com a crescente influência otomana, os bizantinos fugiram gradualmente da zona rural da Anatólia. A liderança bizantina tentou conter a expansão otomana, mas seus esforços foram mal organizados e ineficazes. Enquanto isso, Osmã passou o restante de seu reinado expandindo seu controle em duas direções, norte ao longo do curso do rio Sacaria e sudoeste em direção ao mar de Mármara, atingindo seus objetivos em 1308. No mesmo ano, seus seguidores participaram da conquista de a cidade bizantina de Éfeso, perto do Mar Egeu, capturando assim a última cidade bizantina da costa, embora a cidade tenha se tornado parte do domínio do emir de Aidim.
A última campanha de Osmã foi contra a cidade de Bursa. Embora Osmã não tenha participado fisicamente da batalha, a vitória em Bursa provou ser extremamente vital para os otomanos, pois a cidade servia de palco para os bizantinos em Constantinopla e como uma capital recém-adornada para o filho de Osmã, Orcano. A tradição otomana sustenta que Osmã morreu logo após a captura de Bursa, mas alguns estudiosos argumentaram que sua morte deveria ser colocada em 1324, o ano da adesão de Orcano I.

## Família
Devido à escassez de fontes sobre sua vida, muito pouco se sabe sobre as relações familiares de Osmã. De acordo com certos escritores otomanos do século XV, ele era descendente do ramo Kayi dos turcos oguzes, uma alegação que mais tarde se tornou parte da genealogia oficial otomana e acabou sendo consagrada na tradição histórica nacionalista turca com os escritos de Mehmet Fuat Köprülü. No entanto, a reivindicação à linhagem Kayı não aparece nas primeiras genealogias otomanas existentes. Assim, muitos estudiosos dos primeiros otomanos o consideram uma invenção posterior destinada a reforçar a legitimidade dinástica em relação aos rivais turcos do império na Anatólia.
É muito difícil para os historiadores determinar o que é factual e o que é lendário sobre as muitas histórias que os otomanos contaram sobre Osmã e suas façanhas, e as fontes otomanas nem sempre concordam entre si. Segundo uma história, Osmã tinha um tio chamado Dündar, com quem teve uma briga no início de sua carreira. Osmã desejou atacar o senhor cristão local de Bilecik, enquanto Dündar se opôs, argumentando que eles já tinham inimigos suficientes. Interpretando isso como um desafio à sua posição de liderança, Osmã atirou e matou seu tio com uma flecha. Esta história não aparece em muitas obras históricas otomanas posteriores. Se isso fosse verdade, significa que provavelmente foi encoberto, a fim de evitar manchar a reputação do fundador da dinastia otomana com o assassinato de um membro da família. Também pode indicar uma mudança importante no relacionamento dos otomanos com seus vizinhos, passando de acomodações relativamente pacíficas para uma política de conquista mais agressiva.